# China Tower
 (septembre 2018).
Pour les articles homonymes, voir China.
China Tower est une entreprise chinoise spécialisée dans les tours de télécommunication. Son siège est situé à Pékin. 

## Histoire
China Tower est fondée en 2014, en regroupant les tours supportant les antenne-relais des réseaux de télécommunications mobiles des trois opérateurs téléphoniques chinois China Mobile, China Telecom et China Unicom.
En juillet 2018, China Tower effectue une introduction en bourse de 25 % de son capital pour 6,9 milliards de dollars. Elle exploitait à ce moment-là, 1,9 million de tours de télécommunications.